# The Born This Way Ball
Tournées par Lady Gaga
The Monster Ball Tour
(2009-2011) Artrave: The Artpop Ball
 (2014)
The Born This Way Ball est la troisième tournée de la chanteuse américaine Lady Gaga, programmée dans le but de promouvoir son troisième album Born This Way (2011) et faisant suite à la tournée The Monster Ball Tour. La tournée a débuté le 27 avril 2012 à Séoul, en Corée du Sud et s'est achevée prématurément le 11 février 2013 à Montréal, au Canada, Lady Gaga souffrant d'une inflammation des os dans un premier temps puis d'une déchirure du labrum de sa hanche droite et devant se faire opérer. La tournée a duré plus de 9 mois et est composée de 98 concerts, traversant ainsi 41 pays. Initialement composée de 122 dates à travers l'Asie, l'Océanie, l'Europe, l'Afrique, l'Amérique du Sud et l'Amérique du Nord à compter d'avril 2012 jusqu'en février 2013, elle fut désignée par Billboard à la sixième place des tournées les plus lucratives de 2012 avec 69 dates reportées. Selon le magazine Pollstar, la tournée engrangea 161,4 millions de dollars en 2012 et 22,5 millions en 2013, apportant la recette totale à plus de 183,9 millions de dollars pour 1,781,850 spectateurs sur les deux années,.

## Équipe et personnel

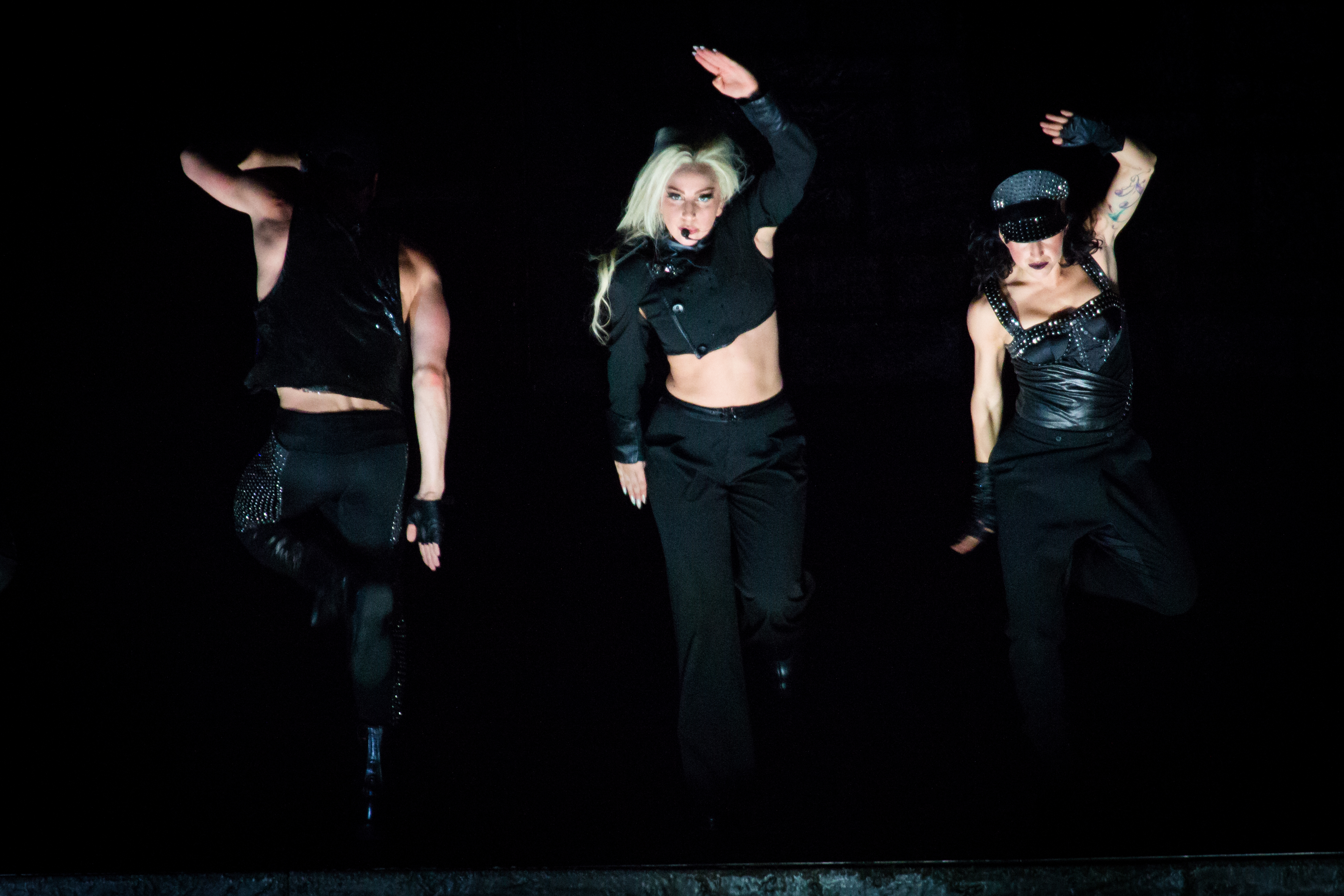
Lady Gaga performant Scheiße en chorégraphie.

## Développement et inspirations

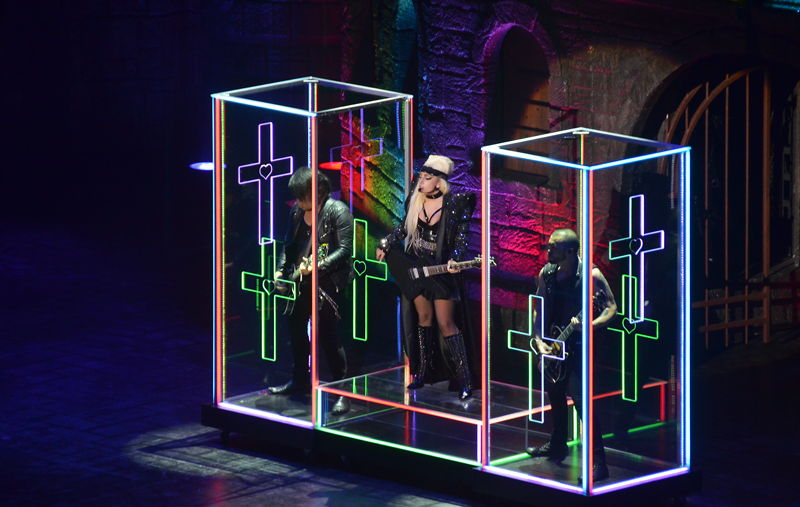
Lady Gaga interprétant Electric Chapel à Helsinki.

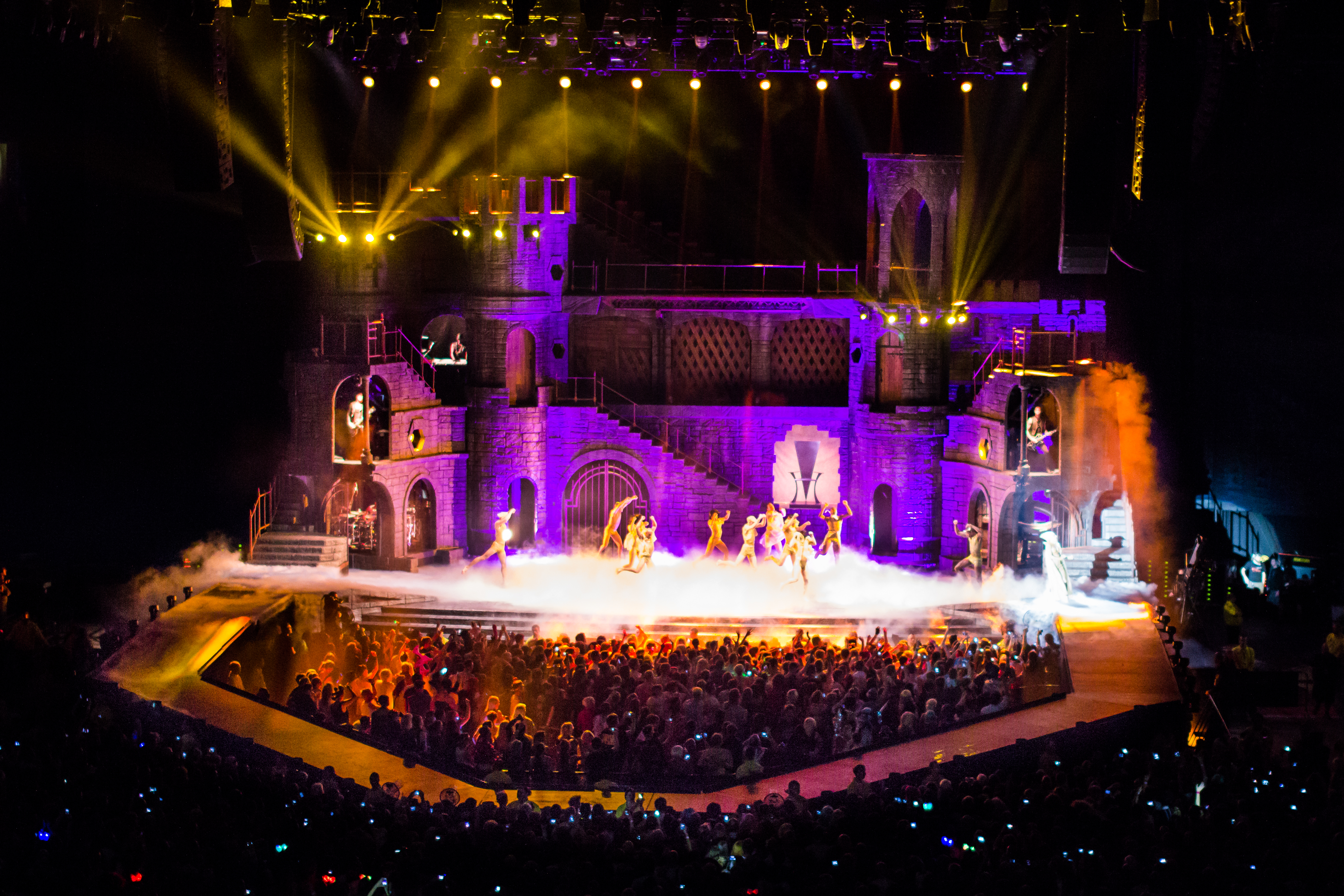
Le château les volets ouverts à Manchester, durant Black Jesus † Amen Fashion

Durant la promotion du second single extrait de Born This Way, Judas, Lady Gaga confirma dans une interview qu'elle voulait encore une fois « s'embarquer » dans une tournée pour 2012 qui visiterait des pays latino-américains pour la première fois, comme le Brésil et qui retournerait au Mexique,. Fernando Garibay, qui collabora avec la chanteuse sur l'album The Fame Monster (2009), affirma que Born This Way est bien l'un des albums les plus intimes de la chanteuse. Il dit : « Cet album a été le plus personnel à cause de la quantité de détails qui sont entrés dans celui-ci, la quantité de passion et d'émotion pour la musique. Chaque chanson est une histoire calquée sur le même thème que Born This Way. Nous sommes très excités en ce moment, de mettre cela dans notre parcours et d'exprimer ceci sur un niveau de performances en direct » Contrairement à sa tournée précédente, Garibay a affirmé que les performances du Born This Way Ball seraient « encore plus exagérées ». Le poster promotionnel de la tournée est révélé le 7 février 2012. Sur ce dernier, le visage de la chanteuse apparaît dans un ciel nuageux et très sombre, comme son ensemble. Les seules couleurs présentes sont le violet et le bleu. On peut voir aussi un « bout » de château médiéval, faisant penser à la scène. La chanteuse porte une robe en piano. Elle est devant ses danseurs maquillés en façon « Zombie » comme dans le clip de Born This Way. La première et seconde partie de la tournée ont été annoncées dans les jours suivants, révélant que Lady Gaga performerait dans des pays comme la Corée du Sud, Hong Kong et Singapour. Plusieurs nouvelles dates ont été ajoutées le 15 février 2012 pour ces deux continents. Une partie européenne, débutant par la Bulgarie et se concluant par l'Espagne, a été annoncée en mars 2012. Un total de 21 dates ont été prévues en premier temps sur une période de deux mois. Par la suite, d'autres dates supplémentaires ont été ajoutées. Peu après, le groupe anglais de glam rock The Darkness, Lady Starlight une musicienne de musique électronique, Zedd, ont été choisis pour effectuer les premières parties de la section européenne de la tournée. Sur leur site internet, le groupe déclara qu'ils étaient « honorés d'annoncer leur addition à la liste des premières parties ». Les dates pour l'Amérique Latine ont été annoncées début août via Twitter. La chanteuse a décrit la tournée comme un « opéra-pop mélangeant électro et métal : l'histoire du début, la genèse du Royaume de la Célébrité. ». Elle annonce sa tournée comme festive. Lorsqu'on lui demande pourquoi a-t-elle choisie la Corée du Sud (Séoul) en tant que premier pays et première ville pour commencer sa prochaine tournée mondiale au lieu du Japon, qui se trouve être le plus grand marché asiatique concernant la musique, un proche de Lady Gaga dit : « Lady Gaga a juste dit qu'elle aimait la Corée. ». Quelques semaines avant la tournée, des croquis de quatre costumes conçus par Giorgio Armani ont été remis à la presse. Armani avait déjà travaillé avec Gaga pour ces tenues lors de la 52e cérémonie des Grammy Awards et lors du Monster Ball.

### Scène
Le concert est réalisé à l'intérieur et autour d'un large château de style médiéval, qui s'ouvre durant le show. L'inspiration recherchée des performances antérieures de Lady Gaga pour Born This Way provient notamment du Monster Ball Tour. Lors d'une interview pour MTV News, elle explique que le concept de la tournée est « une sorte de continuation de cette bande de motards rebels mélangée avec un sombre esprit de Noël ». Le 7 février 2012, elle tweete que la zone centrale au sein de la scène sera connue sous le nom du « The Monster Pit » (La Fosse aux Monstres), qui est réglementée pour les Little Monsters qui ont été les premiers à arriver. Chaque nuit, la Haus of Gaga choisit également des fans du Monster Pit pour venir dans les coulisses et la rencontrer. Lady Gaga tweete quelque temps après un croquis de la scène pour la tournée.

## Performances commerciales
Les tickets pour la tournée asiatique et océanienne ont été mis à disposition à partir de la mi-février 2012. Des succès commerciaux ont été aussitôt observés. La plupart des concerts affichaient déjà complet au bout de quelques heures. En réponse aux ventes positives de tickets dans ces deux continents, neuf concerts ont été ajoutés : faisant ainsi un total de quatre concerts à Hong Kong ou bien encore jusqu'à cinq à Melbourne par exemple. Des ventes positives en Asie ont été reportées pour les concerts successifs à Hong Kong, Taipei, Tokyo, Bangkok, Singapour, Séoul et Jakarta. Ce dernier concert devait se jouer à guichets fermés après la vente de 52 000 tickets mais il a été annulé quelques semaines après à cause de protestations et de menaces. Le premier concert de la tournée à Séoul a été le deuxième plus grand de ce pays, derrière celui de Michael Jackson en 1997, alors que le gouvernement sud-Coréen avait décidé de limiter le concert aux personnes de plus de 18 ans : obligeant donc le remboursement de milliers de jeunes fans.
Des succès similaires ont été observés en Europe. La presse anglaise a affirmé que la demande de tickets pour le Royaume-Uni était bien plus grande que la disponibilité de ces derniers. Les billets ont été disponibles à partir du 13 avril 2012. Les 55 000 places disponibles pour le concert de Londres ont été liquidées en un temps record de 10 minutes. Le promoteur annonça de nouveaux shows à Helsinki, Stockholm, Cologne, Londres, Amsterdam, Zurich et Anvers ainsi qu'un second dans le Stade Londonien de Twickenham. La plus grosse audience de la tournée a été celle du concert de Paris. Lady Gaga a chanté devant 70 617 fans au Stade de France et a été, jusqu'au concert de Rihanna en juin 2013, la plus jeune chanteuse à s'être produite dans ce stade. Les tickets pour les pré-ventes du concert de Barcelone ainsi que pour les deux shows en Russie ont été liquidés presque immédiatement, 22 602 personnes ont assisté au concert de Bucarest. En revanche, le concert du 4 octobre au Stade Charles-Ehrmann a été une déception pour Live Nation car il a été reporté sur 2 dates au Palais Nikaia à cause d'une faible vente de billets.

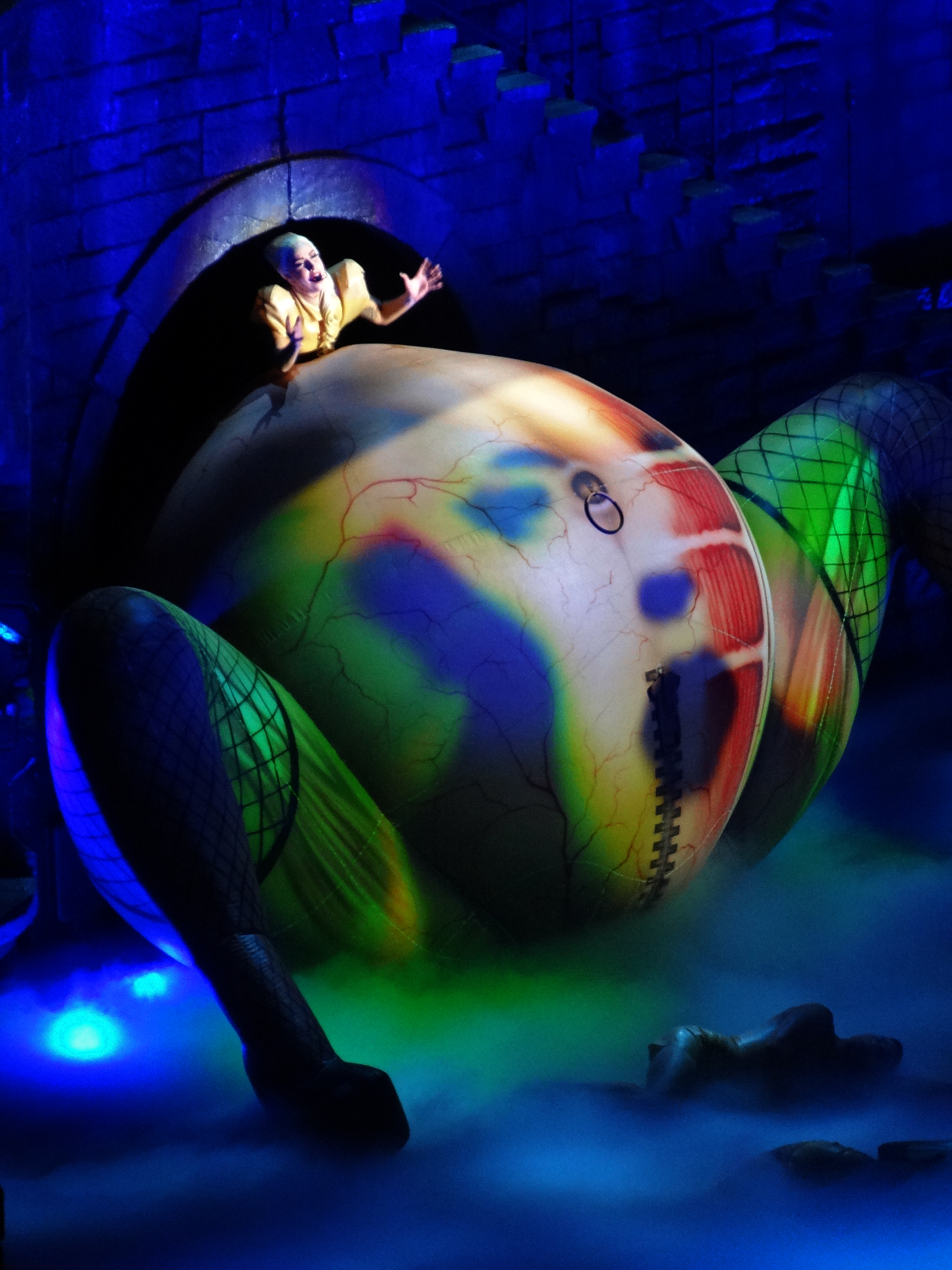
Lady Gaga lors de la naissance de la nouvelle race. (interlude)

La haute demande de tickets a continué en Afrique du Sud, faisant ainsi du concert de Johannesbourg un show complet. Lady Gaga devint alors la plus jeune artiste féminine à se produire dans ce pays. Selon une estimation, 26 000 personnes attendaient de pouvoir acheter des tickets par Internet le premier jour de ventes. La partie africaine attira presque 100 000 personnes en deux concerts.
La vente de tickets en Amérique du Sud a été moins bonne que les autres continents. Des offres spéciales ont été faites dans certains pays à cause de la faible audience comme au Pérou où certains tickets ont été vendus à la moitié de leur prix original ou bien même donnés pour aider les ventes. Grâce à ces offres, les concerts ont réussi à se remplir petit à petit. Cependant certains concerts ont eu un succès raisonnable comme au Costa Rica ou au Chili. Le concert à San José, bien que non-complet a été le plus grand jamais fait dans ce pays avec 29 014 fans, détrônant ainsi l'audience du concert de Metallica en 2010. Au Brésil, les trois concerts prévus ont reçu un succès différent. À São Paulo, plus de 30 000 billets se sont vendus dès la première semaine de ventes, apportant 43 137 personnes le jour même du concert. Le plus gros concert de la tournée sud-américaine a été celui de Buenos Aires où Lady Gaga a joué devant plus de 45 007 personnes.
Dès le second jour de vente en Amérique du Nord, Live Nation ajouta des seconds shows et de nouveaux secteurs à Vancouver, Los Angeles, Las Vegas, Toronto, New York, Brooklyn, Philadelphie et Chicago à cause de la haute demande. Les ventes sur le continent ont été lentes mais la plupart des billets pour les concerts ont été liquidés le jour même du concert. La tournée nord-américaine a été presque entièrement sold-out.

### Annulations
Le 12 février 2013, Lady Gaga annonçait l'annulation de quatre concerts en Amérique du Nord à la suite d'une synovite, une inflammation des articulations. Puis par le promoteur de la tournée, Live Nation, l'annulation de la fin de la tournée, la chanteuse souffrant d'une déchirure du labrum de la hanche. Dans un article diffusé par Billboard.com le 14 février, il est annoncé que le promoteur de la tournée a aussitôt commencé le remboursement des places. Au total, 21 concerts ont été annulés, forçant le remboursement de plus de 200 000 tickets, ce qui équivaut à 30 millions de dollars. La tournée américaine, dont les shows étaient quasiment complets, aurait probablement hissé la tournée à plus de 200 millions de dollars de recettes, facilement dans le top 20 des tournées les plus rentables.

## Controverses

### Manifestations et polémiques en Asie
La partie asiatique de la tournée a été le sujet de plusieurs controverses. Le soutien de Lady Gaga pour les droits des LGBT, la supposée indécence de ces concerts, et le contenu religieux dans ses paroles de chansons ont entraîné des protestations et des appels à l'annulation de concerts par des groupes musulmans et catholiques en Corée du Sud, aux Philippines et en Indonésie. Tous les concerts ont été maintenus excepté l'unique prévu en Indonésie qui a été annulé à cause de protestations et menaces terroristes. En effet un groupe de terroristes ont même acheté 150 billets pour qu’ils arrêtent la chanteuse et la « tuent sur scène. » Cette annulation a été vue comme un agrandissement de l'influence du Front des Défenseurs de l'Islam. La chanteuse se dit dévastée par l'annulation sur Twitter et des fans ont manifesté devant le stade où elle devait se produire en affichant des pancartes dénonçant leur déception, leur mécontentement ainsi que le manque de liberté d'expression dans leur pays. Un problème est également survenu à Manille, aux Philippines : le gouvernement lui a demandé de ne pas chanter Judas qu'il juge comme satanique. Des agents de sécurité ont été envoyés dans la salle de concert pour vérifier si la chanteuse avait bien écouté les consignes du gouvernement. Même en encourant 6 mois de prison, Lady Gaga a tout de même chanté la chanson.

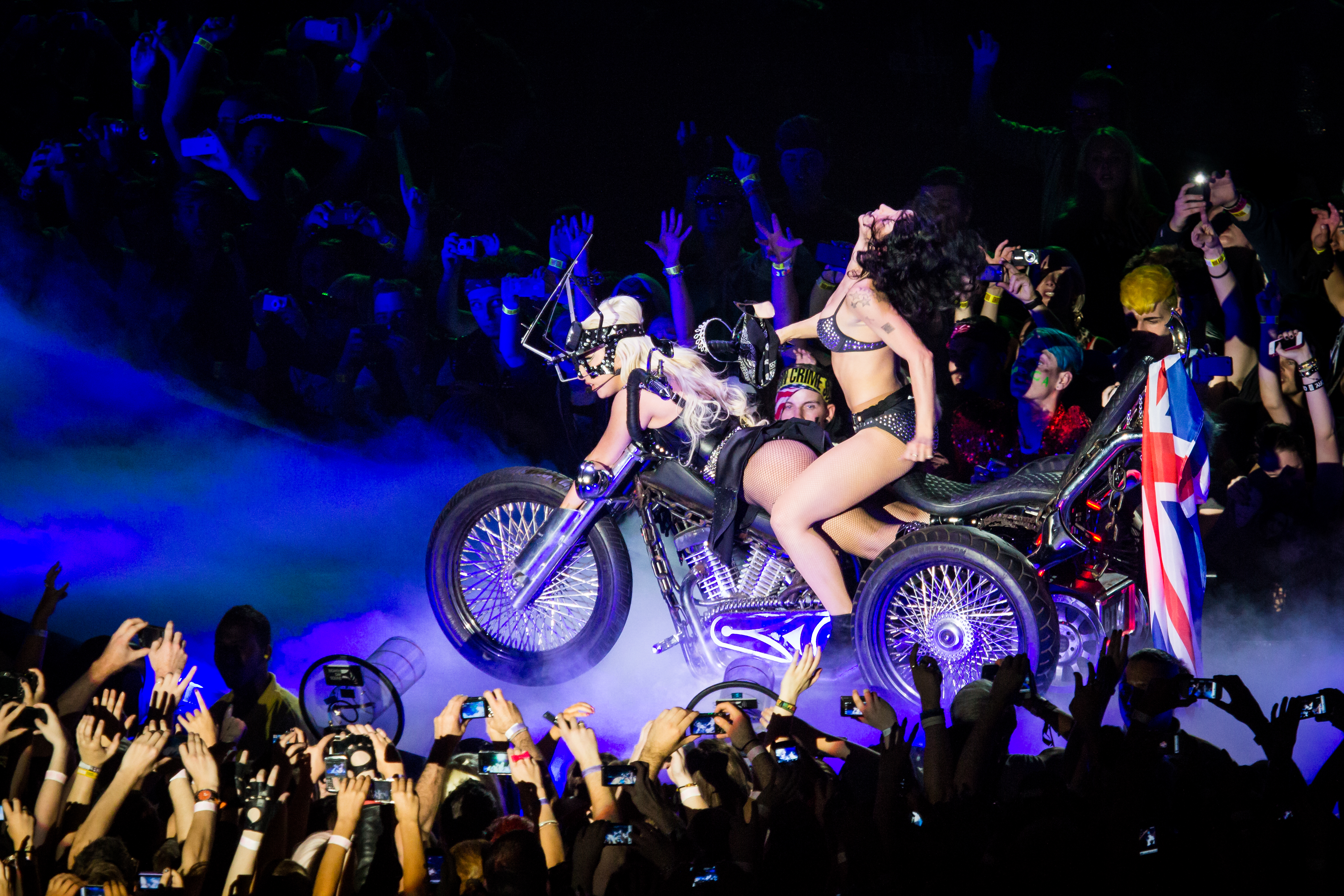
Lady Gaga en femme-moto durant Heavy Metal Lover.

En mai 2012, la chanteuse adresse un message sur Twitter « Je viens juste d’atterrir à Bangkok ! Je suis prête à entendre les cris de 40 000 fans thaïlandais. J'ai envie de me perdre dans les boutiques et acheter une fausse montre Rolex. » Certains fans ont pensé que ce message avait un côté raciste et l'ont vu comme un stéréotype négatif. Le mois suivant, des semaines après son concert à Bangkok, plusieurs membres du pays ont intenté un procès public contre Lady Gaga pour la mauvaise utilisation du drapeau Thaïlandais durant son concert. La plainte est survenue lorsque la chanteuse, qui lors de son concert portait un costume avec une couronne traditionnelle de Thaïlande, arpentait la scène avec le drapeau du pays accroché à sa moto. Le gouvernement a décrit cet acte comme non approprié et qu'il blessait les sentiments des personnes du pays.

### Critiques en Australie et au Royaume-Uni
Lady Gaga a lancé une nouvelle controverse après son concert du 27 juin à Melbourne, où elle a chanté une nouvelle chanson appelée Princess Die, à propos du suicide et des maladies mentales. Les paroles de la chanson, incluant des phrases comme : « J'aurai voulu être plus fort, j'aurai voulu avoir tort, j'aurai voulu y faire face mais j'ai pris des comprimés et laissé une lettre. » ont été décrites comme désagréables par des associations qui craignait le message de suicide de la chanson. Chris Wagner, de l'association Lifeline, a critiqué cette chanson. « Notre association est vraiment concernée à propos de la nature de cette chanson, particulièrement parce qu'elle décrit les méthodes de suicides et parle de la profondeur du suicide. Il n'y a pas de message d'espoir, de recherche d'aide, ou quoi que ce soit de positif. » affirma-t-il. Cette chanson est une référence à la mort de la princesse Diana entraînant alors de nombreuses critiques, notamment au Royaume-Uni. Malgré cette telle controverse, Lady Gaga a expliqué clairement lors de plusieurs concerts le nom de cette chanson et quel en était le but.

## Premières parties
- Zedd – (Asie, Amérique du Nord)[36]
- Madeon - (Amérique du Nord) (dates sélectionnées)[37]
- The Darkness - (Europe, Afrique du Sud, Amérique Latine) (dates sélectionnées)[38]
- Lady Starlight - (Océanie, Europe, Afrique du Sud, Américaine Latine, Amérique du Nord) (dates sélectionnées)[38]
- Von Smith - (seulement le 14/06/2012 à Brisbane)[39]
- DJ Melissa O - (seulement le 03/11/2012 à San José, Costa Rica)[40]
- DJ Fabrício Peçanha - (seulement le 13/11/2012 à Porto Alegre, Brésil)[41]
- DIVA - (seulement le 26/11/2012 à Asuncion, Paraguay)[42]

## Déroulement des concerts

### Liste originale des pistes
Particularités de certaines chansons
A Version acoustique en Asie, Océanie et Europe/version studio en Amérique du Nord.
B Chantée du 27/06/2012 au 06/10/2012.
C Chantée uniquement les 09/11/2012, 11/11/2012 et du 11/01/2013 au 04/02/2013.
D Version acoustique uniquement en Amérique du Nord.
E Uniquement le 18/09/2012.
F Reprise de John Lennon, uniquement le 08/09/2012.
G Version acoustique puis studio.
H Version studio sauf certaines dates.
I Uniquement le 09/10/2012.

## Synopsis du concert
Le concert est divisé en cinq parties. Des thèmes politiques et sociaux l'imprègnent, tels la discrimination et le contrôle gouvernemental. Quatorze costumes différents sont portés par Lady Gaga durant chaque concert. Tous les costumes ont été créés par des maisons de mode italiennes tel Versace, Moschino ou encore Armani. La Haus of Gaga a également contribué à la création de certains costumes.

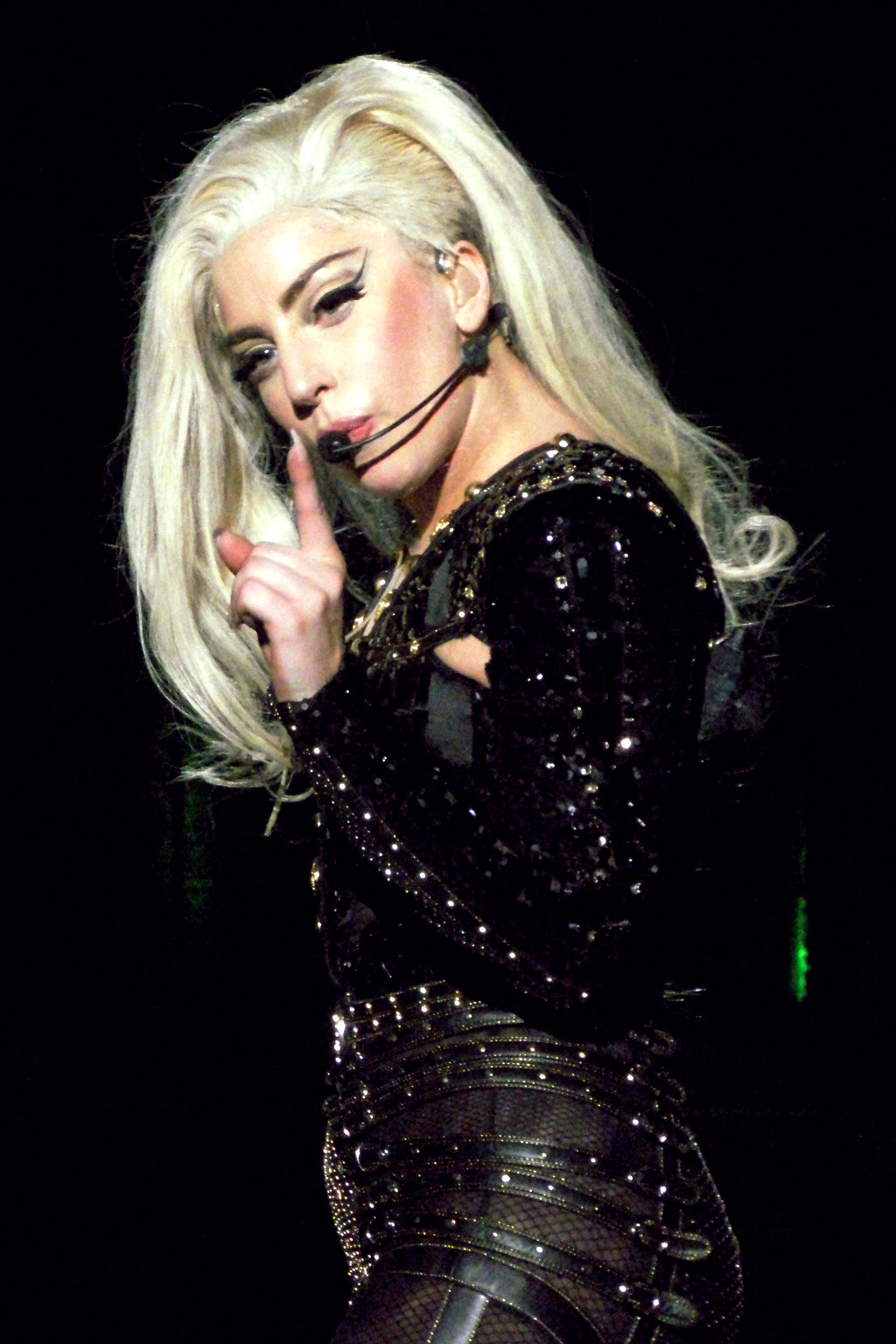

Acte I - Le show commence avec le titre "Highway Unicorn (Road to Love)", dont l'introduction est prolongée. Lady Gaga arrive sur scène sur le dos d'une licorne mécanique, vêtue d'un costume futuriste et d'une coiffe en métal. Elle est escortée par des gardes qui se déplacent sur la piste de la fosse. Ils transportent des bannières du gouvernement "G.O.A.T" (qui signifie "Government Owned Alien Territory"). À la fin de cette chanson, la chanteuse s'enfuit dans le noir. La scène se retrouve illuminée au son d'un hélicoptère. Un hologramme apparaît au-dessus de la scène : il s'agit de Mother G.O.A.T. Elle déclare que l'alien fugitif Lady Gaga s'est échappé dans le but de créer une nouvelle race. Elle lance alors l'opération Kill The Bitch. Gaga réapparaît et entonne "Government Hooker" ; elle séduit un garde, puis le tue et s'enfuit en annonçant : « Welcome to the Born This Way Ball. ». Une musique symphonique prend place. Le château s'ouvre : on découvre les jambes et le ventre gonflé d'une créature géante, Lady Gaga est située à son sommet. Elle pousse des cris de douleur et délivre des bouts de phrases alors qu'une vidéo, interlude de Nick Knight, apparaît sur le ventre. Lady Gaga donne naissance à ses danseurs. Elle sort ensuite du gros ventre pour interpréter "Born This Way", suivi par "Black Jesus † Amen Fashion". La prestation achevée, Lady Gaga rentre dans le château. Des danseurs sortent du château avec une démarche plutôt mirifique. La chanteuse apparaît comme métamorphosée, coiffée d'un casque blanc aux allures d'alien, vêtue d'une longue robe blanche mariale et défile accompagnée de deux autres personnages similaires, figés, sur une musique horrifique. Elles avancent tout en fluidité, lentement, à la manière de fantômes, entraînées par un mécanisme sur la scène enfumée en chantant un "Bloody Mary" gothique. À travers l'image de style holographique de G.O.A.T, la chanteuse délivre ensuite un discours sur son identité, sa naissance et sur la délivrance d'une nouvelle race à l'intérieur de la race humaine, il s'agit de l'introduction du clip vidéo de "Born This Way". C'est alors que démarre la chanson "Bad Romance". Les danseurs sortent du côté droit de la scène, entraînant ensemble un œuf géant bleu lumineux. On peut entendre des morceaux de "Bad Romance" pour former une introduction. Au bout de quelques "Rah Rah", les danseurs immobilisent l'œuf, qui s'ouvre et la chanteuse en sort. Elle porte un ensemble blanc en plastique, aux motifs de croix, ainsi qu'un masque blanc surmonté de cornes de bélier (référence au signe astrologique de l'artiste). Ses cheveux sont enrubannés en arrière. Elle tient ensuite un discours sur son identité : "Je ne suis pas un alien. Je ne suis pas une femme. Je ne suis pas un homme. Je ne suis pas humaine. Je ne suis pas une créature de votre gouvernement. Je suis vous (ses fans), parce que vous m'avez créé. Nous partageons les mêmes espoirs, les mêmes rêves…". Son but est d'extraire l'art, la créativité, la mode, l'amour de ceux qui l'aiment. Elle finit son discours en parlant à ses fidèles fans : "Je sais que certains d'entre vous resteront avec moi et me suivront. Mais je sais aussi que parmi vous certains me trahiront". C'est alors que deux gardes la kidnappent et l'emmène au château. Elle crie, gémit, puis des coups de batterie retentissent. On la retrouve à l'étage du château, où elle démarre "Judas" pendant que les danseurs s'activent en bas. Au cours de la chanson, deux gardes l'attachent et essaient de la frapper, mais Lady Gaga se défait de ses liens ; elle s'empare d'une grosse arme puis les fait fuir. La structure du château s'ouvre ensuite et les teintes bleues des lumières virent au rose-violet.
Acte II - Vient ensuite la seconde partie du concert. Dans une robe en origami rose pâle, elle chante "Fashion of His Love", suivi de "Just Dance" qu'elle termine avec un synthétiseur portable. Le décor expose une salle de bains et une chambre. Une garde robe est visible, avec d'anciennes robes que portait la chanteuse : la robe Kermit, la robe à bulles, la robe-piano ainsi que la veste violette qu'elle portait lors du Monster Ball Tour, ainsi que de nombreux tableaux et photos d'elle-même et de Jo Calderone (son alter-ego). Après ces chansons, elle réapparaît par un ascenseur au milieu de la piste et de fumée, autour du Monster Pit. Vêtue d'une petite jupe noire pailletée, d'épaulettes en triangle et coiffée d'une casquette brillante à longs pics du type Statue de la Liberté, elle enchaîne avec la chanson "LoveGame", chantée dans une sorte de baignoire transparente. S'ensuit un court remix du même titre, cheveux déployés, où elle incite le public à danser et à sauter. Puis un discours où elle remercie les personnes qui assistent à son show et également celles qui ont à travailler le lendemain du spectacle et qui ont travaillé dur pour créer leurs tenues pour le concert. Vient enfin la performance de "Telephone" où la chorégraphie est la même que celle du clip original.
Acte III - Après un interlude qui sert de transition entre la seconde et la troisième partie du concert, "Heavy Metal Lover" commence, sous les stroboscopes et les lumières vertes et bleues. Lady Gaga arrive allongée en avant sur une sorte de moto futuriste, comme sur la pochette de l'album Born This Way. Une danseuse la rejoint et la chevauche en simulant un rapport érotique. Lady Gaga entame ensuite un nouveau discours rock-trash qui demande si on est du genre à s'en branler (I don't give a f*ck !) de ce que pensent les autres. Commence ensuite « Bad Kids ». La chanson terminée, elle s’assoit sur des marches accompagnée de deux danseurs et récupère les cadeaux lancés par des fans sur la scène. Les deux parties du château se ferment. Sur une moto-piano, Lady Gaga joue et chante "Hair", suivi par "Yoü and I". La salle est plongée dans le noir et la chanteuse revient accompagnée de deux guitaristes pour interpréter à la guitare "Electric Chapel" dans une caisse transparente décorée de néons multicolores et percée de croix (le logo de "Judas"). Le château est illuminé comme un arc-en-ciel.
Acte IV - La quatrième partie du concert est annoncée par un autre interlude. Un guitariste joue un solo de guitare acoustique. Lady Gaga arrive sous une forte lumière rougeoyante au milieu de fausses carcasses de viande suspendues vêtue d'une robe en fausse viande pour chanter "Americano". Lady Gaga enchaîne en maillot rouge avec "Poker Face", accompagnée de danseurs torse nu. Elle repart par un énorme hachoir à viande. Les lumières s'éteignent, Lady Gaga apparaît sur un gros canapé en fausse viande. Elle chante alors "Alejandro", affublée d'un soutien-gorge recouvert de deux armes noires pointant en avant. Des danseurs l'accompagnent en caleçon noir. À la fin de la chanson, Gaga et les danseurs se mettent tous sur le canapé en viande et descendent sous la scène grâce à un ascenseur. L'hologramme de Mother G.O.A.T revient après une courte musique de fond : elle parle de son intention de tuer Lady Gaga. Le visage du personnage-robot s'anime pour chanter "Paparazzi". Lady Gaga apparaît sur un étage du château pour l'accompagner au deuxième couplet. La chanson terminée, Lady Gaga tient son arme en avant et prononce des paroles incompréhensibles pour tuer la mère G.O.A.T. Du sang coule alors de sa bouche et de ses yeux. Après un son strident, Lady Gaga tient alors un discours : elle a éliminé « la dernière des agents gouvernementaux » et, désormais, plus rien ne la sépare de son plan d'invasion de la Terre. Elle parle d'une période excitante sur le combat à mener pour réaliser ses rêves. La chanteuse répète que G.O.A.T n'est qu'un robot, une usurpatrice et qu'il est temps pour elle de partir et de quitter G.O.A.T afin d'envahir la Terre.
Acte V et Encore - Vient ensuite la cinquième et dernière partie du concert. Après avoir chanté "Paparazzi", Lady Gaga descend du château et chante "Scheiße" sur une chorégraphie originale, avec de nombreux danseurs. Après un court intermède s'ensuit "The Edge of Glory", constitué d'une partie acoustique et d'une partie studio. Lady Gaga danse en hauteur du château. La scène est plongée dans le noir pendant que la chanteuse descend puis s'avance pour s'adresser au public. Elle parle alors de son parcours dans la vie pour devenir chanteuse. Commence alors "Marry the Night". Au cours de cette chanson, il arrive qu'elle invite des fans sur scène. Elle leur explique alors que de croire en ses rêves est très important et qu'elle a débuté la musique devant deux, puis trente, puis mille personnes et enfin aujourd'hui devant plusieurs milliers de personnes. Elle achève la chanson avec un solo de keytar puis disparaît par un ascenseur. En Amérique du Nord, elle commence la chanson avec une version acoustique puis finit avec la version studio.

## Dates de la tournée
| Date                       | Ville             | Pays             | Lieu                          | Première partie             | Affluence             | Revenu         |
| -------------------------- | ----------------- | ---------------- | ----------------------------- | --------------------------- | --------------------- | -------------- |
| Étape 1 - Asie             |                   |                  |                               |                             |                       |                |
| 27 avril 2012              | Séoul             | Corée du Sud     | Stade olympique de Séoul      | Zedd                        | 51,684/60,097         | $3,084,172     |
| 2 mai 2012                 | Hong Kong         | Chine            | AsiaWorld-Arena               | Zedd                        | 51,613/51,613         | $7,893,195     |
| 3 mai 2012                 | Hong Kong         | Chine            | AsiaWorld-Arena               | Zedd                        | 51,613/51,613         | $7,893,195     |
| 5 mai 2012                 | Hong Kong         | Chine            | AsiaWorld-Arena               | Zedd                        | 51,613/51,613         | $7,893,195     |
| 7 mai 2012                 | Hong Kong         | Chine            | AsiaWorld-Arena               | Zedd                        | 51,613/51,613         | $7,893,195     |
| 10 mai 2012                | Tokyo             | Japon            | Saitama Super Arena           | Zedd                        | 96,550/96,550         | $18,339,701    |
| 12 mai 2012                | Tokyo             | Japon            | Saitama Super Arena           | Zedd                        | 96,550/96,550         | $18,339,701    |
| 13 mai 2012                | Tokyo             | Japon            | Saitama Super Arena           | Zedd                        | 96,550/96,550         | $18,339,701    |
| 17 mai 2012[J]             | Taipei            | Taïwan           | Nangan World Trade Center     | Zedd                        | 22,173/22,173         | $4,274,243     |
| 18 mai 2012[J]             | Taipei            | Taïwan           | Nangan World Trade Center     | Zedd                        | 22,173/22,173         | $4,274,243     |
| 21 mai 2012[J]             | Manille           | Philippines      | Mall of Asia Arena            | Zedd                        | 18,915/18,915         | $1,275,387     |
| 22 mai 2012[J]             | Manille           | Philippines      | Mall of Asia Arena            | Zedd                        | 18,915/18,915         | $1,275,387     |
| 25 mai 2012[J]             | Bangkok           | Thaïlande        | Stade Rajamangala             | Zedd                        | 41,478/41,478         | $4,299,376     |
| 28 mai 2012[J]             | Singapour         | Singapour        | Singapore Indoor Stadium      | Zedd                        | 30,952/30,952         | $4,744,331     |
| 29 mai 2012[J]             | Singapour         | Singapour        | Singapore Indoor Stadium      | Zedd                        | 30,952/30,952         | $4,744,331     |
| 31 mai 2012[J]             | Singapour         | Singapour        | Singapore Indoor Stadium      | Zedd                        | 30,952/30,952         | $4,744,331     |
| TOTAL                      | TOTAL             | TOTAL            | TOTAL                         | TOTAL                       | 313,365 / 321,778     | $43,910,405    |
| Étape 2 - Océanie          |                   |                  |                               |                             |                       |                |
| 7 juin 2012                | Auckland          | Nouvelle-Zélande | Vector Arena                  | Lady Starlight              | 34,367/34,367         | $3,669,324     |
| 8 juin 2012                | Auckland          | Nouvelle-Zélande | Vector Arena                  | Lady Starlight              | 34,367/34,367         | $3,669,324     |
| 10 juin 2012               | Auckland          | Nouvelle-Zélande | Vector Arena                  | Lady Starlight              | 34,367/34,367         | $3,669,324     |
| 13 juin 2012               | Brisbane          | Australie        | Brisbane Entertainment Center | Lady Starlight              | 31,326/31,326         | $4,289,453     |
| 14 juin 2012               | Brisbane          | Australie        | Brisbane Entertainment Center | Lady Starlight              | 31,326/31,326         | $4,289,453     |
| 16 juin 2012               | Brisbane          | Australie        | Brisbane Entertainment Center | Lady Starlight              | 31,326/31,326         | $4,289,453     |
| 20 juin 2012               | Sydney            | Australie        | Acer Arena                    | Lady Starlight              | 54,774/54,774         | $7,563,088     |
| 21 juin 2012               | Sydney            | Australie        | Acer Arena                    | Lady Starlight              | 54,774/54,774         | $7,563,088     |
| 23 juin 2012               | Sydney            | Australie        | Acer Arena                    | Lady Starlight              | 54,774/54,774         | $7,563,088     |
| 24 juin 2012               | Sydney            | Australie        | Acer Arena                    | Lady Starlight              | 54,774/54,774         | $7,563,088     |
| 27 juin 2012               | Melbourne         | Australie        | Rod Laver Arena               | Lady Starlight              | 60,031/60,031         | $8,169,642     |
| 28 juin 2012               | Melbourne         | Australie        | Rod Laver Arena               | Lady Starlight              | 60,031/60,031         | $8,169,642     |
| 30 juin 2012               | Melbourne         | Australie        | Rod Laver Arena               | Lady Starlight              | 60,031/60,031         | $8,169,642     |
| 1er juillet 2012           | Melbourne         | Australie        | Rod Laver Arena               | Lady Starlight              | 60,031/60,031         | $8,169,642     |
| 3 juillet 2012             | Melbourne         | Australie        | Rod Laver Arena               | Lady Starlight              | 60,031/60,031         | $8,169,642     |
| 7 juillet 2012             | Perth             | Australie        | Burswood Dome                 | Lady Starlight              | 32,046/32,046         | $3,696,277     |
| 8 juillet 2012             | Perth             | Australie        | Burswood Dome                 | Lady Starlight              | 32,046/32,046         | $3,696,277     |
| TOTAL                      | TOTAL             | TOTAL            | TOTAL                         | TOTAL                       | 212,544 / 212,544     | $27,387,784    |
| Étape 3 - Europe           |                   |                  |                               |                             |                       |                |
| 14 août 2012[L]            | Sofia             | Bulgarie         | Arena Armeec Sofia            | The Darkness Lady Starlight | 18,705/18,705         | $1,200 000 000 |
| 16 août 2014[M]            | Bucarest          | Roumanie         | Piaţa Constituţiei            | The Darkness Lady Starlight | 22,602/22,602         | $627,303       |
| 18 août 2012               | Vienne            | Autriche         | Wiener Stadthalle             | The Darkness Lady Starlight | 13,826/13,826         | $1,213,814     |
| 21 août 2012               | Vilnius           | Lituanie         | Vingis Park                   | The Darkness Lady Starlight | 14,853/14,853         | $1,004,182     |
| 23 août 2012               | Riga              | Lettonie         | Riga Mežaparks                | The Darkness Lady Starlight | 12,974/12,974         | $587,997       |
| 25 août 2012               | Tallinn           | Estonie          | Tallin Song Festival Grounds  | The Darkness Lady Starlight | 16,191/16,191         | $1,011,992     |
| 27 août 2012               | Helsinki          | Finlande         | Hartwall Arena                | The Darkness Lady Starlight | 19,793/19,793         | $2,043,247     |
| 28 août 2012               | Helsinki          | Finlande         | Hartwall Arena                | The Darkness Lady Starlight | 19,793/19,793         | $2,043,247     |
| 30 août 2012               | Stockholm         | Suède            | Ericsson Globe                | The Darkness Lady Starlight | 27,447/27,447         | $2,848,530     |
| 31 août 2012               | Stockholm         | Suède            | Ericsson Globe                | The Darkness Lady Starlight | 27,447/27,447         | $2,848,530     |
| 2 septembre 2012           | Copenhague        | Danemark         | Parken Stadium                | The Darkness Lady Starlight | 27,819/27,819         | $2,223,471     |
| 4 septembre 2012           | Cologne           | Allemagne        | Lanxess Arena                 | The Darkness Lady Starlight | 25,123/25,123         | $2,312,695     |
| 5 septembre 2012           | Cologne           | Allemagne        | Lanxess Arena                 | The Darkness Lady Starlight | 25,123/25,123         | $2,312,695     |
| 8 septembre 2012           | Londres           | Royaume-Uni      | Stade de Twickenham           | The Darkness Lady Starlight | 101,250/101,250       | $10,714,991    |
| 9 septembre 2012           | Londres           | Royaume-Uni      | Stade de Twickenham           | The Darkness Lady Starlight | 101,250/101,250       | $10,714,991    |
| 11 septembre 2012          | Manchester        | Royaume-Uni      | Manchester Evening News Arena | The Darkness Lady Starlight | 15,543/15,543         | $1,795,795     |
| 15 septembre 2012          | Dublin            | Irlande          | Aviva Stadium                 | The Darkness Lady Starlight | 37,005/37,005         | $3,523,340     |
| 17 septembre 2012          | Amsterdam         | Pays-Bas         | Ziggo Dome                    | The Darkness Lady Starlight | 26,375/26,375         | $2,462,977     |
| 18 septembre 2012          | Amsterdam         | Pays-Bas         | Ziggo Dome                    | The Darkness Lady Starlight | 26,375/26,375         | $2,462,977     |
| 20 septembre 2012          | Berlin            | Allemagne        | O2 World                      | The Darkness Lady Starlight | 11,968/11,968         | $1,138,313     |
| 22 septembre 2012          | Paris             | France           | Stade de France               | The Darkness Lady Starlight | 75,000 / 75,000       | $7,000,000     |
| 24 septembre 2012          | Hanovre           | Allemagne        | TUI Arena                     | The Darkness Lady Starlight | 10,816 / 10,816       | $1,075,831     |
| 26 septembre 2012          | Zurich            | Suisse           | Hallenstadion                 | The Darkness Lady Starlight | 26,626 / 26,626       | $3,035,010     |
| 27 septembre 2012          | Zurich            | Suisse           | Hallenstadion                 | The Darkness Lady Starlight | 26,626 / 26,626       | $3,035,010     |
| 29 septembre 2012          | Anvers            | Belgique         | Sportpaleis                   | The Darkness Lady Starlight | 33,539 / 33,539       | $2,948,685     |
| 30 septembre 2012          | Anvers            | Belgique         | Sportpaleis                   | The Darkness Lady Starlight | 33,539 / 33,539       | $2,948,685     |
| 2 octobre 2012             | Milan             | Italie           | Mediolanum Forum              | The Darkness Lady Starlight | 10,753 / 10,753       | $1,119,536     |
| 3 octobre 2012[N]          | Nice              | France           | Palais Nikaia                 | The Darkness Lady Starlight | 13,169 / 13,169       | $1,088,012     |
| 4 octobre 2012[N]          | Nice              | France           | Palais Nikaia                 | The Darkness Lady Starlight | 13,169 / 13,169       | $1,088,012     |
| 6 octobre 2012             | Barcelone         | Espagne          | Palau Sant Jordi              | The Darkness Lady Starlight | 16,934 / 16,934       | $1,705,685     |
| TOTAL                      | TOTAL             | TOTAL            | TOTAL                         | TOTAL                       | 563,928 / 563,928     | $51,338,419    |
| Étape 4 - Amérique du Sud  |                   |                  |                               |                             |                       |                |
| 26 octobre 2012            | Mexico            | Mexique          | Foro Sol                      | The Darkness Lady Starlight | 37,260 / 37,260       | $2,666,769     |
| 30 octobre 2012[J]         | San Juan          | Porto Rico       | Coliseo José Miguel Agrelot   | The Darkness Lady Starlight | 23,835 / 23,835       | $2,469,734     |
| 31 octobre 2012[J]         | San Juan          | Porto Rico       | Coliseo José Miguel Agrelot   | The Darkness Lady Starlight | 23,835 / 23,835       | $2,469,734     |
| 3 novembre 2012            | San José          | Costa Rica       | Stade national du Costa Rica  | The Darkness Lady Starlight | 29,014 / 29,014       | $1,661,029     |
| 6 novembre 2012            | Bogota            | Colombie         | Stade El Campín               | The Darkness Lady Starlight | 30,546 / 36,335       | $2,565,994     |
| 9 novembre 2012            | Rio de Janeiro    | Brésil           | Parc des Athlètes             | The Darkness Lady Starlight | 26,167 / 26,167       | $2,218,846     |
| 11 novembre 2012           | São Paulo         | Brésil           | Estadio do Morumbi            | The Darkness Lady Starlight | 43,137 / 43,137       | $4,293,859     |
| 13 novembre 2012           | Porto Alegre      | Brésil           | FIERGS Parking Lot            | The Darkness Lady Starlight | 9,918 / 9,918         | $923,379       |
| 16 novembre 2012           | Buenos Aires      | Argentine        | Stade Monumental              | The Darkness Lady Starlight | 45,007 / 45,007       | $3,988,565     |
| 20 novembre 2012           | Santiago          | Chili            | Estadio Nacional              | The Darkness Lady Starlight | 42,416 / 42,416       | $2,849,707     |
| 23 novembre 2012           | Lima              | Pérou            | Estadio San Marcos            | The Darkness Lady Starlight | 36,163 / 36,163       | $1,732,732     |
| 26 novembre 2012           | Asuncion          | Paraguay         | Hippodrome d'Asunción         | The Darkness Lady Starlight | 26,481 / 26,481       | $1,107,371     |
| TOTAL                      | TOTAL             | TOTAL            | TOTAL                         | TOTAL                       | 349,944 / 355,733     | $26,477,985    |
| Étape 5 - Afrique          |                   |                  |                               |                             |                       |                |
| 30 novembre 2012           | Johannesbourg     | Afrique du Sud   | FNB Stadium                   | The Darkness Lady Starlight | 56,900 / 56,900       | $3,270,764     |
| 3 décembre 2012            | Le Cap            | Afrique du Sud   | Cape Town Stadium             | The Darkness Lady Starlight | 39,527 / 39,527       | $2,285,389     |
| TOTAL                      | TOTAL             | TOTAL            | TOTAL                         | TOTAL                       | 96,427 / 96,427       | $5,556,153     |
| Étape 6 - Europe           |                   |                  |                               |                             |                       |                |
| 6 décembre 2012            | Oslo              | Norvège          | Telenor Arena                 | The Darkness Lady Starlight | 14,566 / 21,000       | $1,748,812     |
| 9 décembre 2012            | Saint-Pétersbourg | Russie           | CKK Saint Pétersbourg         | The Darkness Lady Starlight | 11,127 / 11,127       | $1,434,499     |
| 12 décembre 2012           | Moscou            | Russie           | Olimpiisky                    | The Darkness Lady Starlight | 19,522 / 19,522       | $4,022,660     |
| TOTAL                      | TOTAL             | TOTAL            | TOTAL                         | TOTAL                       | 45,215 / 51,649       | $7,205,971     |
| Étape 7 - Amérique du Nord |                   |                  |                               |                             |                       |                |
| 11 janvier 2013            | Vancouver         | Canada           | Rogers Arena                  | Madeon Lady Starlight       | 30,054 / 30,054       | $2,891,441     |
| 12 janvier 2013            | Vancouver         | Canada           | Rogers Arena                  | Madeon Lady Starlight       | 30,054 / 30,054       | $2,891,441     |
| 14 janvier 2013            | Tacoma            | États-Unis       | Tacoma Dome                   | Madeon Lady Starlight       | 14,185 / 14,185       | $1,258,450     |
| 15 janvier 2013            | Portland          | États-Unis       | Rose Garden Arena             | Madeon Lady Starlight       | 8,853 / 8,853         | $791,496       |
| 17 janvier 2013            | San José          | États-Unis       | HP Pavilion                   | Madeon Lady Starlight       | 11,465 / 11,465       | $1,498,246     |
| 20 janvier 2013            | Los Angeles       | États-Unis       | Staples Center                | Madeon Lady Starlight       | 24,412 / 24,412       | $3,082,251     |
| 21 janvier 2013            | Los Angeles       | États-Unis       | Staples Center                | Madeon Lady Starlight       | 24,412 / 24,412       | $3,082,251     |
| 23 janvier 2013            | Phoenix           | États-Unis       | US Airways Center             | Madeon Lady Starlight       | 11,500 / 13,063       | N/A            |
| 25 janvier 2013            | Las Vegas         | États-Unis       | MGM Grand Garden Arena        | Madeon Lady Starlight       | N/A                   | N/A            |
| 26 janvier 2013            | Las Vegas         | États-Unis       | MGM Grand Garden Arena        | Madeon Lady Starlight       | N/A                   | N/A            |
| 29 janvier 2013            | Dallas            | États-Unis       | American Airlines Center      | Madeon Lady Starlight       | 10,131 / 11,882       | N/A            |
| 31 janvier 2013            | Houston           | États-Unis       | Toyota Center                 | Madeon Lady Starlight       | N/A                   | N/A            |
| 2 février 2013             | Saint-Louis       | États-Unis       | Scottrade Center              | Madeon Lady Starlight       | N/A                   | N/A            |
| 4 février 2013             | Kansas City       | États-Unis       | Sprint Center                 | Madeon Lady Starlight       | N/A                   | N/A            |
| 6 février 2013             | Saint Paul        | États-Unis       | Xcel Energy Center            | Madeon Lady Starlight       | N/A                   | N/A            |
| 8 février 2013             | Toronto           | Canada           | Centre Air Canada             | Madeon Lady Starlight       | 24,874 / 24,874       | $3,414,886     |
| 9 février 2013             | Toronto           | Canada           | Centre Air Canada             | Madeon Lady Starlight       | 24,874 / 24,874       | $3,414,886     |
| 11 février 2013            | Montréal          | Canada           | Centre Bell                   | Madeon Lady Starlight       | N/A                   | N/A            |
| TOTAL                      | TOTAL             | TOTAL            | TOTAL                         | TOTAL                       | 200,427 / 200,427     | $22,500,000    |
| CUMULATIF TOTAL            | CUMULATIF TOTAL   | CUMULATIF TOTAL  | CUMULATIF TOTAL               | CUMULATIF TOTAL             | 1,781,850 / 1,794,073 | $184,376,717   |

Particularités, annulations et déplacements de certains concerts
J Concerts sans Monster Pit.
K Le concert du 3 juin 2012 a été annulé à cause de protestations. Cependant, 52 000 tickets ont été vendus.
L Initialement prévu au Stade national Vassil-Levski, ce concert été déplacé à l'Arena Armeec Sofia pour cause d'une faible vente de billets.
M Initialement prévu à l'Arena Națională, ce concert été déplacé au Piaţa Constituţiei pour cause d'un conflit de temps avec un match de football.
N Initialement prévu au Stade Charles-Ehrmann, ce concert été déplacé au Palais Nikaia pour cause d'une faible vente de tickets. Une seconde date a été ajoutée le 3 octobre.
O Les concerts du 13 février 2013 au 20 mars 2013, soit 21 dates, ont été annulés. La chanteuse souffrant d'un problème de santé.